# Pierre Tirard
Pierre Tirard (17. září 1827 Ženeva – 4. listopadu 1893 Paříž) byl francouzský ministerský předseda.

## Život
Před nástupem na politickou dráhu se živil jako stavební inženýr a později jako obchodník se šperky. Od roku 1869 působil jako starosta 11. pařížského obvodu. Od roku 1876 zasedal v poslanecké sněmovně, roku 1879 se stal ministrem zemědělství, později zastával úřad ministra obchodu a financí. Roku 1887 ho prezident Sadi Carnot požádal o sestavení vlády. Ve funkci skončil následující rok kvůli svému odmítavému postoji k revizi ústavy z roku 1875. Premiérem byl opět v letech 1889-1890, během svého působení se snažil dostat před soud revizionistického generála Georgese Boulangera a jeho společníky.